# ناتالیا (خواننده)

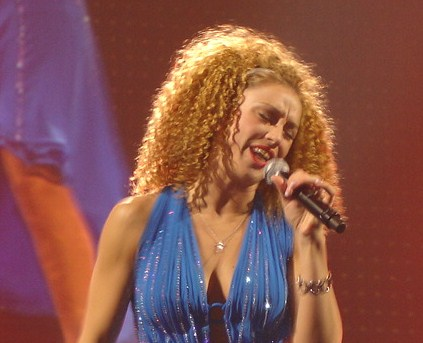

ناتالیا رودریگز گالگو (سنلوکار د برامدا، استان کادیس، اسپانیا، ۱۱ دسامبر ۱۹۸۲)، معروف به ناتالیا، خواننده، ترانه‌سرا و مجری تلویزیون اسپانیایی است. او در اولین نسخه از نمایش استعدادیابی اسپانیایی Operación Triunfo شناخته شد. در سال ۲۰۰۲، این خواننده اولین آلبوم استودیویی خود را من یک فرشته نیستم (Valemusic) ارائه کرد. این آلبوم استودیویی که توسط برایان رالینگ و گراهام استک (تهیه‌کنندگان انریکه ایگلسیاس، بریتنی اسپیرز یا تینا ترنر) تهیه شده‌است، در لندن ضبط شد. تک‌آهنگ‌های این اولین نمایش عبارت بودند از: «می‌خواهی مرا دیوانه کنی»، «شب آمد» و «من فرشته نیستم». با این اثر او بیش از ۱۰۰۰۰۰ نسخه به فروش رساند و گواهی‌نامه فروش موسیقی ضبط‌شده را دریافت کرد.